# Lancova vas
Lancova vas – wieś w Słowenii, w gminie Videm. W 2018 roku liczyła 534 mieszkańców.